# Satraparchis oxyderces
Satraparchis oxyderces är en fjärilsart som beskrevs av Edward Meyrick 1890. Satraparchis oxyderces ingår i släktet Satraparchis och familjen mätare. Inga underarter finns listade.